# Fatuhivella colorata
Fatuhivella colorata är en insektsart som beskrevs av Morgan Hebard 1935. Fatuhivella colorata ingår i släktet Fatuhivella och familjen vårtbitare. Inga underarter finns listade i Catalogue of Life.